# Dutch Mantel
Wayne Maurice Keown, meglio conosciuto con il ring name Dutch Mantel (Walhalla, 29 novembre 1949), è un ex wrestler, manager e promotore statunitense.
In carriera ha lavorato per diverse federazioni di wrestling come la World Championship Wrestling, la World Wrestling Entertainment e la Total Nonstop Action.

## Biografia
Wayne Keown si è diplomato presso una scuola superiore di Walhalla (South Carolina) nel 1967; successivamente ha frequentato la Clemson University per un anno prima di essere chiamato al servizio militare. Durante la guerra del Vietnam è stato assegnato alla 25th Infantry Division dell'esercito degli Stati Uniti e al termine del conflitto è stato insignito della "Vietnam Service Medal".

## Carriera
Wayne Keown entrò nel 1990 nella World Championship Wrestling, con il ring name Dutch Mantel, come commentatore di WCW WorldWide insieme a Tony Schiavone. L'anno successivo creò una stable denominata "Desperados" insieme a Black Bart e Deadeye Dick, interpretando la gimmick di un cowboy.
Tra il 1994 e il 1996 Keown lavorò nella World Wrestling Entertainment con il ring name Uncle Zebekiah, svolgendo il ruolo di manager di Justin Bradshaw.
Nel 2013 Keown fece ritorno in WWE, con il ring name Zeb Colter, assistendo Cesaro e Jack Swagger; la sua collaborazione con i due si interruppe l'anno successivo a causa del turn-heel di Swagger e la conseguente alleanza di Cesaro con Paul Heyman. Dopo un lungo periodo di assenza, Keown ritornò nel 2015 come manager di Alberto Del Rio, ma la collaborazione tra i due fu di breve durata poiché il messicano si unì alla League of Nations di Sheamus.

## Personaggio

### Wrestler assistiti
- Alberto Del Rio
- Cesaro
- Doomsday
- Downtown Bruno
- Jack Swagger
- Justin Bradshaw
- Mark Callous
- Rock
- Sting

### Soprannomi
- "Texas Dirt"

### Musiche d'ingresso
- Patriot dei CFO$ (2013–2015)
- Realeza di Jim Johnston (2015–2016)

## Titoli e riconoscimenti
- American Wrestling Association
  - AWA Southern Heavyweight Championship (5)[1]
  - AWA Southern Tag Team Championship (3)[2] – con Bill Dundee, Koko B. Ware e Tommy Rich
- Continental Wrestling Association
  - CWA Heavyweight Championship (3)[3]
  - CWA International Heavyweight Championship (2)[4]
  - CWA World Tag Team Championship (2)[5] – con Austin Idol
- Dyersburg Championship Wrestling
  - DCW Heavyweight Championship (1)[6]
- Georgia Championship Wrestling
  - Georgia Junior Heavyweight Championship (1)[7]
- Hoosier Pro Wrestling
  - HPW Heavyweight Championship (1)[8]
- Mid-South Wrestling Association
  - Mid-South Television Championship (1)[9]
  - MSWA Tennessee Heavyweight Championship (1)[6]
- National Wrestling Alliance
  - NWA Mid-America Heavyweight Championship (12)[10]
  - NWA Southeastern Continental Heavyweight Championship (1)[11]
  - NWA Southeastern Heavyweight Championship (1)[12]
  - NWA Southeastern Television Championship (1)[13]
  - NWA Mid-America Television Championship (1)[14]
  - NWA World Tag Team Championship (1) – con Ron Bass
  - NWA Mid-America Tag Team Championship (2)[15] – con Gypsy Joe (1) e Ken Lucas (1)
  - NWA Southern Tag Team Championship (1)[16] – con David Schultz
  - NWA Tennessee Tag Team Championship (2)[17] – con John Foley
  - NWA United States Tag Team Championship (1)[18] – con John Foley
- Rolling Stone
  - Least Compelling Comeback (2015)[19]
- United States Wrestling Association
  - USWA Unified World Heavyweight Championship (1)[20]
- World Wrestling Council
  - WWC Universal Heavyweight Championship (1)[21]
  - WWC World Television Championship (1)
  - WWC North American Tag Team Championship (4)[22] – con Frankie Laine (3) e Dennis Condrey (1)
  - WWC World Tag Team Championship (1)[23] – con Bouncer Bruno
  - WWC Caribbean Tag Team Championship (1) – con Wendell Cooley